# 尚哲
尚 哲（しょう てつ、乾隆24年5月6日（1759年5月31日）- 乾隆53年8月20日（1788年9月19日））は琉球第二尚氏王統14代尚穆王の長男。童名を思徳金といい、世子であり中城王子を称した。父王：尚穆より先に薨じてしまい、王位を継ぐことはなかったが、次男：尚温が15代王になると、王号を追贈された。また、四男：尚灝ものち践祚し、17代王となった。
『中山世譜』に学問を好む心の広い人物であったと記されている。
歴代王が眠る墓所、玉陵に葬られた。

## 系譜
父・尚穆王の長男として生まれる（母は淑徳）。妃とのあいだに四男二女をもうけた。長男と三男は早世し、次男・尚温が父王なきあとに践祚し15代王となった。のち16代王の尚成が幼死すると、四男・尚灝が王位を継ぎ、17代国王となった。
- 父：尚穆王
- 母：佐敷按司加那志　（号・淑徳）
- 妃：聞得大君加那志（童名・真鍋樽金。号・徳澤。父は高嶺御殿六世・高嶺按司朝京）
  - 長男：尚法（童名は思五郎金、夭死）
  - 長女：翁長翁主　（童名・思真鶴金。向氏真栄平按司朝統に嫁ぐ）
  - 次男：尚温（第15代国王）
  - 三男：尚洽・真蒲戸金王子（早世）
  - 次女：仲井真翁主（童名・思亀樽。向道方・譜久山親雲上朝英に嫁ぐ）
  - 四男：尚灝（第17代国王）

## 経歴（月日は旧暦）
- 1759年（乾隆24）5月6日　生まれる。
- 1768年（乾隆33）9月6日　中城間切総地頭となる（→中城王子）。
- 1771年（乾隆36）3月18日　久米具志川間切を加領される。
- 1773年（乾隆38）6月5日　朝覲のため那覇港を出港。薩摩藩へ赴く。
  - 6月12日　山川港に到着し、翌日出港。14日に鹿児島城下に到着。
  - 8月19日　鹿児島城に登城し、国書を提出する。
  - 8月21日　島津重豪により磯御庭に招かれる。
  - 9月24日　山下御屋敷での宴。
  - 11月13日　尾畔御屋敷での宴。
- 1774年（乾隆39）3月19日　公務を竣え、鹿児島を出発。
  - ?月9日　帰国。
  - 12月14日　恩納間切を加領される。
- 1781年（乾隆46）5月3日　長男：尚法が生まれる。
- 1784年（乾隆49）2月1日　次男：尚温が生まれる。
- 1785年（乾隆50）2月5日　三男：尚洽・真蒲戸金王子が生まれる。
- 1787年（乾隆52）5月29日　四男：尚灝が生まれる。
- 1788年（乾隆53）8月20日　亡くなる（享年30）。